# Estación Caa Guazú
Caa Guazú es una estación de ferrocarril ubicada en la localidad de Caa Guazú del Departamento Mercedes en la Provincia de Corrientes, República Argentina. 

## Servicios
Se encuentra precedida por la Estación Felipe Yofré y le sigue la Estación Chavarría.